# Patrick Marber

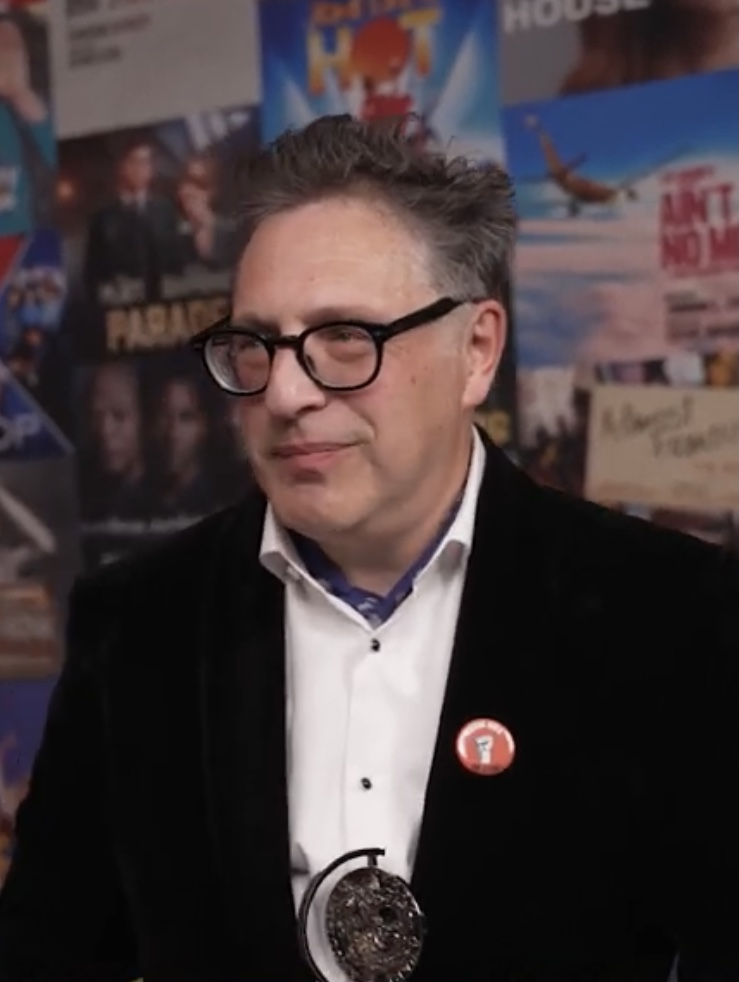
Patrick Marber, 2023

Patrick Crispin Albert Marber (* 19. September 1964 in Wimbledon) ist ein englischer Komiker, Dramatiker, Regisseur, Schauspieler und Drehbuchautor.

## Leben
Patrick Marber ist der Sohn von Brian und Angela Marber. Nacheinander besuchte er die Rokeby Preparatory School, die St Paul’s School (London), die Cranleighs School sowie das Wadham College in Oxford. Nach Beendigung seines Englischstudiums arbeitete er einige Jahre als Stand-up Comedian in London sowie als Autor und Darsteller für die Radio Shows On the Hour und Knowing Me, Knowing You, die Spin-offs nach sich zogen (The Day Today, Paul and Pauline Calf's Video Diaries). Neben anderen Rollen porträtierte Marber den glücklosen Reporter Peter O’Hanraha-hanrahan. Später erfand er auch einige neue Charaktere und nahm Kommentare für die DVD-Veröffentlichung der Serien auf.
Sein erstes Stück, bei dem er auch Regie führte, trägt den Titel Dealer's Choice und hatte 1995 Premiere am Royal National Theatre in London. Es spielt in einem italienischen Restaurant, besteht aus drei Akten und hat eine rein männliche Besetzung. Der dritte Akt behandelt das Pokerspiel und basiert auf Marbers eigenen Erfahrungen mit Spielsucht. Für sein Bühnenstück erhielt der Autor den Evening-Standard-Preis für die beste Comedy und den Theaterpreis West End Frame Award. Mit seinem Stück Closer, einer Komödie über Sex, Unehrlichkeit und Verrat, wurde 1997 die Saison im Londoner Royal National Theatre eröffnet. Auch diese Arbeit Marbers wurde mit dem Evening Standard Award für die beste Comedy, sowie dem Critics’ Circle Theatre Award und dem Laurence Olivier Award für das beste neue Stück ausgezeichnet. Closer  entwickelte sich zu einem internationalen Erfolg und wurde in mehr als dreißig Sprachen übersetzt.
Mit seinem Theaterstück Howard Katz, das von einem Mann mittleren Alters handelt, der mit dem Leben, dem Tod und der Religion kämpft, war Marber nicht ganz so erfolgreich. Das 2001 im Londoner Nationaltheater aufgeführte Werk wurde von der Kritik weniger gut beurteilt, als Marbers vorherige Arbeiten und wurde auch kein kommerzieller Erfolg.
Der Autor befasste sich auch mit August Strindbergs Tragödie Fräulein Julie und verfasste eine freie Adaption, deren Handlung er in ein englisches Landhaus im Jahre 1945 verlegte, den Zeitpunkt als die britische Labour Party gerade ihren berühmten Erdrutschwahlsieg feiern konnte, während der Feiern des Sieges im Zweiten Weltkrieg. Unter der Regie von Michael Grandage wurde das Stück 2003 im Londoner Donmar Warehouse mit Kelly Reilly, Richard Coyle und Helen Baxendale in den Hauptrollen uraufgeführt.
2004 wurde Marbers Drama Closer unter der Regie von Mike Nichols mit Natalie Portman, Jude Law, Julia Roberts und Clive Owen verfilmt und konnte zwei Nominierungen für einen Oscar erringen. Natalie Portman wurde als „Beste Nebendarstellerin“ und Clive Owen als „Bester Nebendarsteller“ nominiert. Außerdem war der Film in mehreren Kategorie für den Golden Globe Awards 2005, den British Academy Film Award 2005, den Online Film Critics Society Award 2004 sowie für weitere Auszeichnungen nominiert.
Marber betätigte sich als Co-Autor an dem von David Mackenzie geschriebenen Drehbuch für Asylum (2005). Für den Film Tagebuch eines Skandals (Notes on a Scandal) nach einem Roman von Zoë Heller war er alleiniger Drehbuchautor. Für seine Arbeit erhielt er eine Oscarnominierung für das „Beste adaptierte Drehbuch“.
Don Juan in Soho von Marber, das auf Molières Don Juan basiert, wurde 2006, erneut unter der Regie von Michael Grandage, und mit Rhys Ifans in der Hauptrolle aufgeführt. 2007 kam Marbers Theaterstück The Musicians heraus, das mit Alfred Molina in der Titelrolle durch die Roundabout Theatre Company uraufgeführt wurde. Seine Adaption von Trelawny of the Wells lief im Februar 2013 erstmals im Donmar Warehouse in London.

## Privates
Seit 2002 ist Marber mit der Schauspielerin Debra Gillett verheiratet. Das Paar hat drei Kinder. Der Autor ist außerdem Direktor des Fußballclubs Lewes FC und gehört zur Gemeinschaft von WealthWatch.

## Filmografie (Auswahl)
- 1989: Rory Bremner (Fernsehserie)
- 1993: Paul Calf’s Video Diary
- 1994: The Day Today (Fernsehserie, 7 Folgen)
- 1994: Pauline Calf’s Wedding Video
- 1995: Performance (Fernsehserie, 2 Folgen)
- 1995: Coogan’s Run (Fernsehserie, 2 Folgen)
- 1994–1995: Knowing Me, Knowing You with Alan Partridge (Fernsehserie, 7 Folgen)
- 2004: Old Street (Kurzfilm)
- 2004: Hautnah
- 2005: Asylum
- 2006: Tagebuch eines Skandals
- 2008: Love You More
- 2015: The Red Lion